# Городишченско језеро
Городишченско језеро (рус. Городищенское) малено је слатководно ледничко језеро у западном делу Псковске области, на крајњем западу европског дела Руске Федерације. Налази се у северозападном делу Печорског рејона, и на његовим обалама смештен је средњовековни град Изборск (на око 30 километара западно од Пскова). Преко неколико мањих отока и протока језеро је повезано са сливом Псковског језера, односно са басеном реке Нева и Балтичким морем.
Акваторија језера обухвата површину од свега 0,119 км². Максимална дубина језера је 5,75 метара, просечна око 2,1 метара. Језеро се налази у подножју моренског узвишења на чијем врху се налази Изборска тврђава, а недалеко од њега и средњовековни археолошки локалитет Труворово городишче. Језеро је дугачко око 550 метара, односно широко до 250 метара. Изнад западне обале језера налази се 12 крашких извора познатих под именом Словенски извори и Извори дванаест апостола.
На језеру обитавају бројне колоније птица мочварица и лабудова.